# Линджери, Пьетро
Пьетро Линджери (итал. Pietro Lingeri; 25 января 1894, Тремедзина, Ломбардия — 15 мая 1968, Тремедзина, Ломбардия) - итальянский архитектор, один из лидеров итальянского рационализма.

## Биография
Окончив Академию изящных искусств Брера в 1926 году, в 1930 году он был одним из основателей группы MIAR (итальянское Движение рациональная архитектура) и в те же годы был одним из авторов журналов Quadrano и primondial value.[1] его архитектура характеризуется использованием инновационных материалов и элементов того времени, таких как железобетон, большие застекленные поверхности и парапеты из металлических профилей.
Из этого намерения возникли, например, проект штаб-квартиры моторного клуба AMILA в Тремеццо (1926 г.), опубликованный в журнале Джузеппе Пагано Касабелла, и ремонт Galleria del Milione (1930 г.), во главе которого был миланский художественный авангард.
В период с 1926 по 1940 год он начал счастливое партнерство с лидером итальянского рационализма Джузеппе Терраньи, с которым он сотрудничал над проектами военного мемориала в Комо (1926), разработал план управления городом Комо (1935) и с которым он реализовал пять домов в Милане: Casa Alta per жилые дома в QT8 в Милане он реализовал его с Луиджи Зукколи; с Терраньи, [1]
Вместе с Терраньи и Марио Сирони он также работает над различными нереализованными проектами, заказанными фашистским правительством для Рима: от Палаццо дель Литторио (1937) до размещения имперских форумов (1937), от Дантеума (1938) до места, предназначенного для Всемирной выставки 1942 года.
Золотая и серебряная медаль на международной выставке в Париже и участие в выставке в Королевском институте британских архитекторов в Лондоне датируются 1937 годом с проектом виллы Леони.
В послевоенный период он спроектировал ряд жилых помещений для района QT8 в Милане (1951).

## Премии
- Первая премия на V Триеннале Милана (1933)